# Thrysocanthus rubiginosus
Thrysocanthus rubiginosus är en tvåvingeart som beskrevs av Quate 1963. Thrysocanthus rubiginosus ingår i släktet Thrysocanthus och familjen fjärilsmyggor.
Artens utbredningsområde är Paraguay. Inga underarter finns listade i Catalogue of Life.